# Gerbrand Adriaenszoon Bredero
Gerbrand Adriaenszoon Bredero (1585 - 23 août 1618) est un poète, chansonnier et dramaturge néerlandais originaire d'Amsterdam, artiste majeur du Siècle d'or néerlandais, imprégné de l'esprit de la fin de la Renaissance et spécialiste de la chanson burlesque en langage populaire.
Son œuvre la plus célèbre est le Grand chansonnier bouffon, amoureux et pieux (1621).

## Biographie
Fils d'un cordonnier aisé d'Amsterdam, il grandit dans une ville qui croule sous l'arrivée des immigrants en provenance des Pays-Bas espagnols, dont ses pièces expriment le langage vif et populaire et apprit la peinture auprès de François Badens, un anversois italianisant.
Ses poèmes et chansons parurent dans des livres de chants tels que Apollon ou le chant des muses, et en 1616 on publia un recueil de ses textes dans l'ouvrage Le Chansonnier spirituel. Parmi ses thèmes favoris, la charlatanerie ou l'amour entre personnes d'âge différentes.
Il a porté la scène plusieurs chapitres du roman espagnol Palmin de Oliva et adapté la Tragicomédie en prose française de Louis Le Jars.
Gerbrand Adriaenszoon Bredero fut l'un des premiers opposants à l'esclavage, alors interdit en Hollande mais pratiqué dans l'empire portugais et dénoncé par l'Église réformée hollandaise, qu'il a fustigé dans l'une de ses pièces Moortje, écrite en 1615, peu avant sa mort.
Ses œuvres complètes ont été rééditées en seize volumes entre 1968 et 1986.

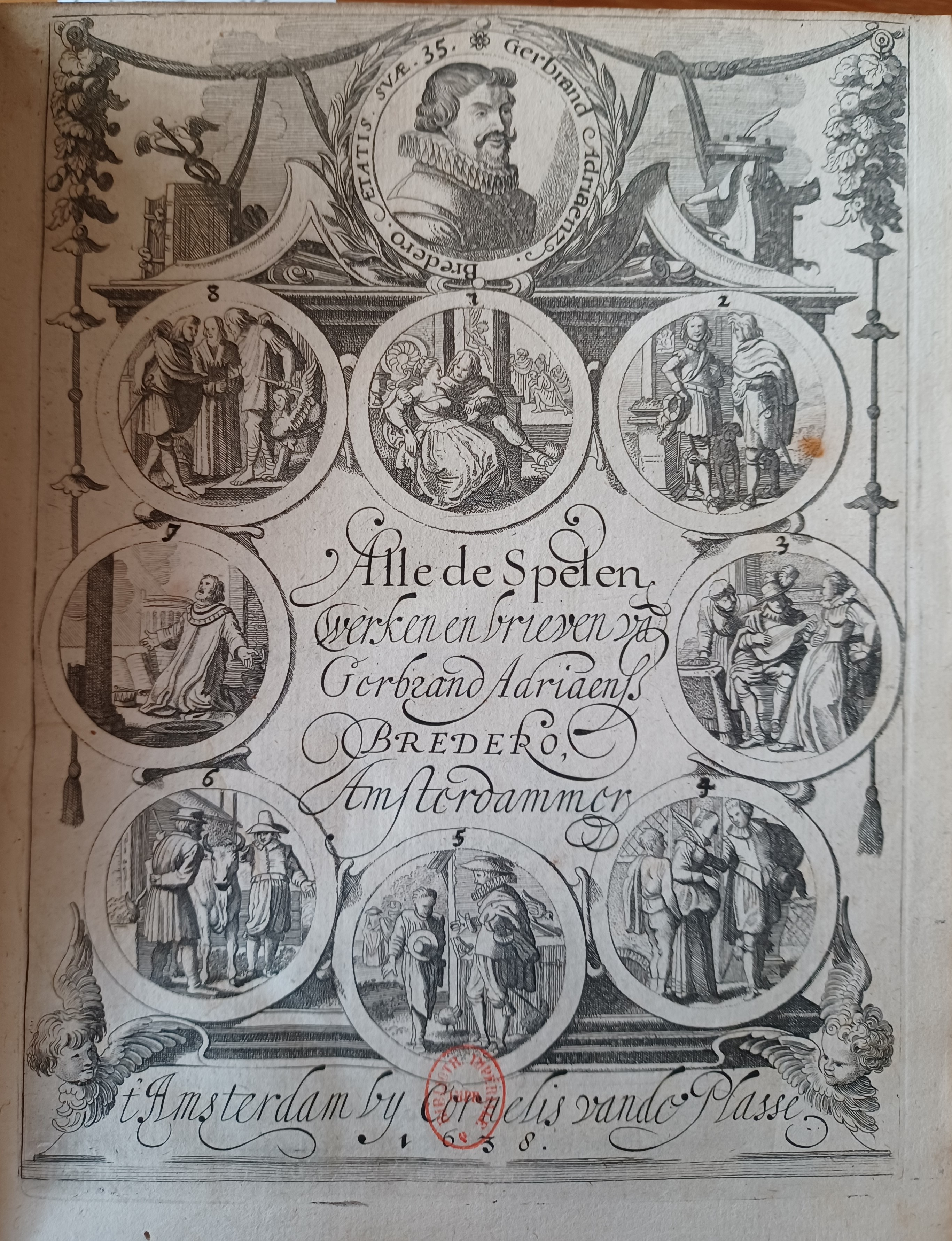
Première page illustrée de l'œuvre complète de Bredero Alle de Spelen werken en brieven van Gerbrand Adriaensz Bredero Amsterdammer 1638